# Cala Gonone

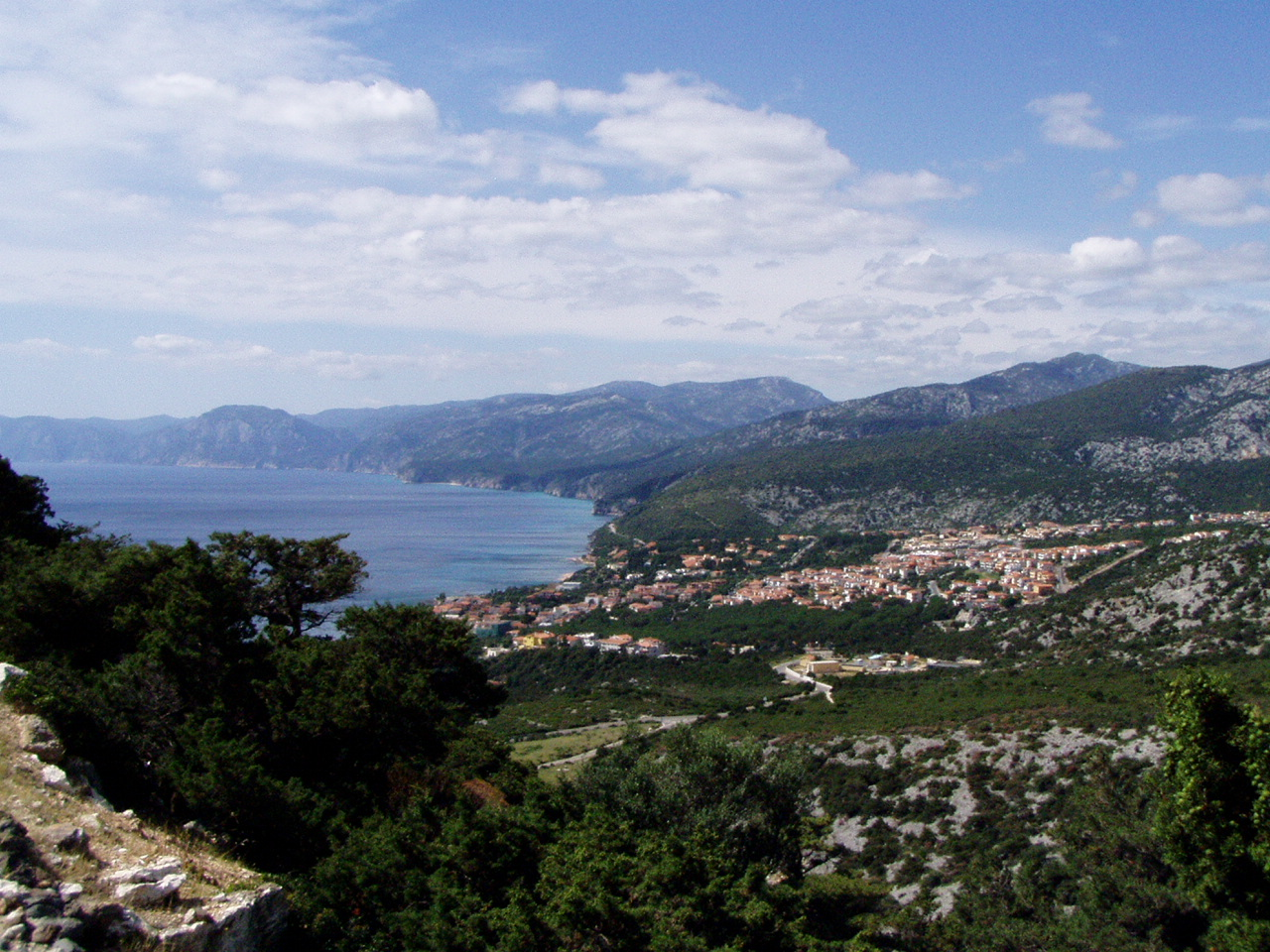

Der Ort Cala Gonone liegt in der Mitte der Ostküste Sardiniens am Golfo di Orosei. Der Ortsteil gehört zur Gemeinde Dorgali. 
Das einstige Fischerdorf ist inzwischen zum reinen Ferienort geworden, ein Badeort mit Strand und Grotten. Wie praktisch überall auf Sardinien gibt es aber nur wenige höhere Häuser. Die Mehrzahl der Feriendomizile besteht aus flachen Bungalows, die sich der Landschaft anpassen. 
Neben dem turbulenten Ferien- und Badebetrieb findet in der Sommerzeit seit einigen Jahren ein Jazzfestival statt. Die Strände sind hier nicht besonders breit und im Gegensatz zur sonstigen Ostküste grobsteinig. 
Etwa 4 km südlich von Cala Gonone endet die Straße oberhalb der Cala Fuili, einer letzten Badebucht, die noch ohne Boot zu erreichen ist. Der restliche Teil der Bucht von Orosei bis herunter nach Santa Maria Navarrese ist Steilküste. In der Nähe liegt die Grotta del Bue Marino und die Cala Luna. 
Der Bronzekessel von Cala Gonone ist ein frühgeschichtlicher Kessel. 

## Anfahrt
Man erreicht Cala Gonone von der kurvigen Landstraße SS125 bei Dorgali aus durch einen Tunnel – denn wie überall hier in der Gegend sind die Küste und die Hauptstraße in Nord-Süd-Richtung durch ein Gebirge getrennt. Der große neue Tunnel ist mittlerweile fertiggestellt. Der alte kleine, runde Tunnel steht weiterhin als Durchgang für Fußgänger und Radfahrer zur Verfügung.
Hinter dem Tunnel führt dann eine mehrere Kilometer lange Panoramastraße hinunter zur Küste nach Cala Gonone.